# Sebastian Kosiorek

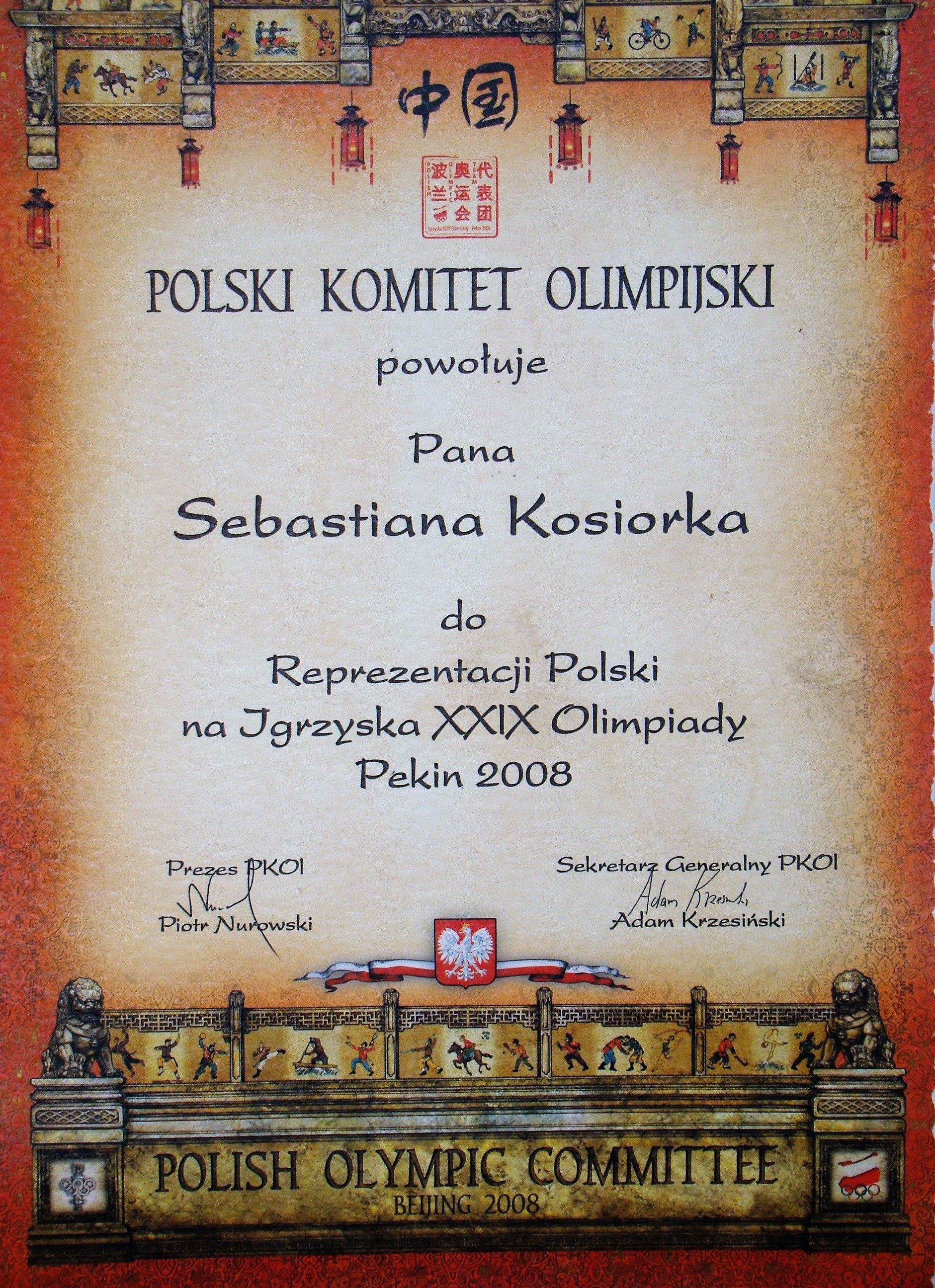
Sebastian Kosiorek – nominacja ma Igrzyska w 2008

Sebastian Bolesław Kosiorek (ur. 28 stycznia 1983 w Ełku) – polski wioślarz, olimpijczyk, medalista mistrzostw Europy, samorządowiec. Reprezentował Międzyszkolny Ośrodek Sportowy w Ełku, a następnie LOTTO-Bydgostię Bydgoszcz. Po zakończeniu kariery zawodniczej, był trenerem w klubie MOS Ełk.

## Osiągnięcia

### Igrzyska olimpijskie
- 5. miejsce – ósemka (Pekin 2008)
- 8. miejsce – ósemki Ateny 2004

### Mistrzostwa świata
- Mistrzostwa Świata – Mediolan 2003 – ósemka – 8. miejsce[1].
- Mistrzostwa Świata – Gifu 2005 – ósemka – 5. miejsce[1].
- Mistrzostwa Świata – Eton 2006 – ósemka – 6. miejsce[1].
- Mistrzostwa Świata – Monachium 2007 – ósemka – 6. miejsce[1].
- Mistrzostwa Świata – Poznań 2009 – czwórka bez sternika – 11. miejsce[1].

### Mistrzostwa Europy
- Mistrzostwa Europy – Poznań 2007 – ósemka – 2. miejsce[1].
- Mistrzostwa Europy – Poznań 2007 – ósemka – 2. miejsce[1].
- Mistrzostwa Europy – Ateny 2008 – ósemka – 3. miejsce[1].
- Mistrzostwa Europy – Montemor-o-Velho 2010 – czwórka bez sternika – 9. miejsce[1].

### Kwalifikacje olimpijskie
- 2. miejsce – ósemki 2007

### Puchar Świata
- 2. miejsce – ósemki Monachium 2007
- 3. miejsce – ósemki Lucerna 2005, Lucerna 2007, Poznań 2008
- 4. miejsce – ósemki Poznań 2007
- 5. miejsce – ósemki Monachium 2005
- 6. miejsce – ósemki Eton 2005, Amsterdam 2007
- 7. miejsce – ósemki Poznań 2004
- 9. miejsce – ósemki Lucerna 2007
- 11. miejsce – ósemki Lucerna 2003
- 12. miejsce – ósemki Linz 2007

### Mistrzostwa Polski
- 1. miejsce – czwórki bez sternika 2006
- 1. miejsce – ósemki 2003, 2005, 2006
- 2. miejsce – czwórki ze sternikiem 2005
- 2. miejsce – ósemki 2007
- 3. miejsce – dwójki bez sternika 2003
- 3. miejsce – czwórki bez sternika 2007

## Działalność polityczna
W 2018 z powodzeniem ubiegał się o mandat radnego powiatu ełckiego z listy lokalnego komitetu Dobro Wspólne. Wsparł również kandydaturę urzędującego prezydenta Ełku Tomasza Andrukiewicza. W styczniu 2021 opuścił klub radnych Dobra Wspólnego i wraz z dwójką innych radnych utworzył w radzie powiatu klub Polski 2050 Szymona Hołowni. Jako członek tej partii w 2023 bezskutecznie kandydował do Sejmu z listy Trzeciej Drogi, a w 2024 skutecznie ubiegał się o reelekcję do rady powiatu z ramienia komitetu Łączy nas Ełk.